# 飯島亮
飯島 亮（いいじま りょう、1908年〈明治41年〉4月20日 - 1990年〈平成2年〉）は、日本の造園家、作庭家、庭園作家、造園研究者、造園指導者、造園教育者。元千葉大学園芸学部教授。農学博士。茨城県龍ケ崎市出身。

## 経歴
- 1931年（昭和6年） 千葉高等園芸学校卒業
- 1931年（昭和6年） 東京府土木部道路課勤務
- 1932年（昭和7年） 東京市保健局公園課勤務
- 1940年（昭和15年） 東京市市民局公園課勤務
- 1943年（昭和18年） 東京都発足により、東京都建設局公園緑地課技手

東京都では同じ時期公園緑地課に勤務していた後の漫画家・加藤芳郎と机をならべていた
- 1946年（昭和21年） 東京都建設局公園緑地課技師
- 1948年（昭和23年） 千葉農業専門学校教授
- 1950年（昭和25年） 千葉大学園芸学部助教授 造園植栽学研究室
- 1964年（昭和39年） 新潟大学農学部非常勤講師兼務
- 1967年（昭和42年） 千葉大学園芸学部教授
- 1967年（昭和42年） 「造園植物の分布に関する研究」で学位(北海道大学)
- 1968年（昭和43年） 東京農工大学農学部非常勤講師兼務
- 1974年（昭和49年） 千葉大学園芸学部退職
- 1975年（昭和50年） 造園コンサルタントの株式会社近代造園研究所設立。代表就任
- 1975年（昭和50年） 社団法人日本植木協会顧問
- 1977年（昭和52年） 財団法人修景協会顧問
- 1980年（昭和55年） 近代造園研究所代表を退任
- 1985年（昭和60年） 社団法人庭園協会評議員
- 1985年（昭和60年） 日本造園学会名誉会員

## 受賞
- 1969年（昭和44年） 「造園植物の分布に関する研究」で日本造園学会賞論文調査部門受賞
- 1990年（平成2年） 正四位勲三等瑞宝章

## 著作
- 庭木と緑化樹 1980年 誠文堂新光社
- 庭木と緑化樹2 1982年 誠文堂新光社
- 日曜庭作り 1966年 池田書店
- 公園植栽計画と花木について 公園緑地 16(2), 1955年1月
- 庭園における造形の分析研究-庭園における点・線・面 Journal of the Japanese Institute of Landscape Architects 27(1),1963年10月
- 樹令測定に関する一方法(予報) - 昭和34年度春季大会研究発表要旨, 造園雑誌23(1), 15, 1959年8月
- 日本における造園用樹木の植栽分布(昭和33年度春季大会研究発表要旨 , 川村四郎 , 一志襄らと） 造園雑誌 22(1), 18, 1958年8月
- Stem cutting season of garden trees IIJIMA Ryo , ANBIRU Toshihiko 造園雑誌 19(2), 11-13, 1955-11-10
- 庭樹挿木の時期と活着(昭和30年度春季大会,研究発表論文梗概, 安蒜 俊比古らと）造園雑誌 19(1), 17, 1955年9月
- Some Experiments by means of Shoot Cutting in the deep Soil IIJIMA Ryo 造園雑誌 18(2), 16-19, 1954-11-15
- Report on the Investigation of the Quality of the Garden Plant against Flood Iigima Ryo 造園雑誌 15(3・4), 1-3, 1952-03-10
- 日本の石・産地と利用 飯島亮・加藤榮一著 大和屋出版 1978年

## 作品と業績
- 千葉県野田市立野田中央小学校キャンパス（1965年）
- 千葉県柏市立北小学校キャンパス（1965年）
- 茨城県千代田村立志筑小学校キャンパス（1968年）
- 茨城県つくば市立九重小学校キャンパス
- 中野中学校キャンパス（1954年）
- 千葉県松戸市立第五中学校キャンパス（1954年）
- 千葉県習志野市立第二中学校キャンパス（1961年）
- 北秋田市立鷹巣中学校キャンパス（1961年）
- さいたま市立与野南中学校キャンパス（1963年）
- 千葉県船橋市立前原中学校キャンパス（1963年）
- 福島県須賀川市立長沼中学校キャンパス（1965年）
- 千葉県八千代市立八千代東中学校キャンパス（1968年）
- 東中野中学校キャンパス（1970年）
- 千葉県柏市立富勢中学校キャンパス
- 千葉県佐原市立第五中学校キャンパス
- 千葉県松戸市立常盤平中学校キャンパス
- 茨城県牛久市立牛久中学校キャンパス
- 茨城県立土浦第二高等学校講堂前庭（1953年）
- 福島県立四倉高等学校キャンパス（1954年）
- 茨城県立高萩高等学校キャンパス（1954年）
- 群馬県立渋川高等学校 キャンパス（1954年）
- 茨城県立真壁高等学校キャンパス（1954年）
- 埼玉県立越谷高等学校キャンパス（1958年）
- 埼玉県立上尾商業高等学校（現埼玉県立上尾高等学校)キャンパス（1958年）
- 静岡県立田方農業高等学校キャンパス（1963年）
- 千葉県立茂原農業高等学校（現千葉県立茂原樟陽高等学校)キャンパス（1963年）
- 福島県立平工業高等学校キャンパス（1964年）
- 千葉県立松戸高等学校キャンパス（1965年）
- 千葉県立鶴舞桜が丘高等学校（旧鶴舞商業高等学校）キャンパス（1965年）
- 福島県立安積女子高等学校キャンパス（1966年）
- 千葉県立君津商業高等学校キャンパス（1971年）
- 茨城県立つくば工科高等学校（旧谷田部高等学校）キャンパス
- 木更津工業高等専門学校キャンパス（1964年）
- 群馬工業高等専門学校キャンパス
- 電気通信大学キャンパス（1958年,1968年-1970年）
- 山梨大学工学部・学芸学部キャンパス（1958年）
- 千葉大園芸学部改造計画（1962年）
- 群馬大学学芸学部キャンパス植栽計画（1962年）
- 神戸女子薬科大学キャンパス（1964年）
- 千葉大医学部前庭（1967年）
- 東北大学農学部キャンパス（1973年）
- 水産大学前庭
- 東京歯科大学前庭
- 児童福祉施設「槇の木学園」キャンパス（千葉、1973年）
- 国立ろう教育学校（聾学校）キャンパス
- 白河市城山ばら園（白河市、1958年）
- 村尾旅館（かみのやま温泉）ばら園（1960年）
- 西花苑ボタン園内バラ園（1961年）
- 谷津遊園全体設計およびバラ園（1964年）
- 佐倉あやめ園内水生植物園（1968年）
- 孝子の像建立地（1960年）
- 新宗教団新殿
- 留学生会館
- 神峯倶楽部（1965年）
- 旧三菱石油松ヶ崎製油所庭園
- 千葉大学畜産試験場跡地利用計画（1973年）
- 秋北バス借地利用計画
- 農業総合研究所（1959年）
- 福井農事試験所（福井県、1961年）
- 福島県農事試験所（福島県、1961年）
- 日本毛織中山工場 (診療所庭園、工場周辺ランドスケープ、白雲寮中庭、寄宿舎講堂周辺, 1951年-1958年)
- 千葉大学付属病院整形外科棟庭園（1954年）
- 日本鉱業株式会社日立鉱業所大雄院総合病院病院前庭と中庭（1955年）
- 日本鉱業株式会社日立鉱業所大雄院事務所前庭（1955年）
- 医療法人式場病院ばら園・サンクンガーデン（国府台 (市川市)、1955年）
- 茨城県立精神病院（1960年）
- 国立相模原病院前庭（1962,1966年）
- 千葉労災病院（1968年）
- 市川市立図書館庭園（1957年）
- 流山市民会館前庭（1965年）
- エーザイ本庄工場（1964年）
- エーザイ本庄工場茶庭（1965年）
- ライオン株式会社大阪工場（1968年）
- 日立製作所東海工場庭園（1968年）
- 千葉県立上総農業高等学校(現千葉県立上総高等学校)校長公舎庭園（1967年）
- 高橋邸庭園（1955年）
- 押見邸庭園（1956年）
- 倉持邸庭園（1957年）
- 恩田邸庭園（1957年）
- 上代邸庭園（1957年）
- 森田邸庭園（1957年）
- 小川邸庭園（1957年）
- 日立鉱山所長及び副所長社宅庭園（1960年）
- 石山邸庭園（1961年）
- 湯浅邸庭園（1961年）
- 加庭邸庭園（1963年）
- 嵯峨根邸庭園（1963年）
- 松丸邸庭園（1964年）
- 吉崎邸庭園（1964年）
- 宮本邸庭園（1966年）
- 斉藤邸庭園（1968年）
- 島村邸庭園（1978年）
- 内藤邸庭園（1979年）
- Ａ氏邸庭園（1979年）
- 浅田邸庭園（1984年）
- 山本富士子邸庭園
- 増田邸庭園
- 布留川邸庭園
- 千葉ニュータウン植生と植栽景観に関する基礎調査（日本観光協会、1968年）
- 秦野ゴルフ場開発による問題点の一考察（秦野市、1970年）
- 研究学園都市における緑化計画に関する調査研究（日本住宅公団、1971年）
- 山梨県農事試験場および農業大学校整備基本計画（山梨県、1971年）
- 東北自動車道岩槻-矢板間樹木評価基準調査（道路緑化保全協会、1972年）
- 大分県庁周辺修景緑化計画（大分県、1972年）
- 茨城県民の森植物園計画・茨城県植物園計画（茨城県、1972年）
- 北総花木植木センター基本計画（千葉県、1973年）
- 多摩市天然記念物ひいらぎの移植に関する調査報告（日本住宅公団、1974年）
- 舞鶴城公園アカマツその他整備計画（1974年）
- 研究学園都市における街路樹および道路施設に関する検討（日本緑化センター、1974年）
- 米沢八幡原中核工業団地緑化手法ケーススタディ（地域振興整備公団、1975年）
- 市原市農業緑化センター基本構想（市原市、1975年）
- 洞峰及び赤塚公園の土壌と排水調査（日本住宅公団、1975年）
- 広池学園(麗澤大学)緑地基本計画（学校法人広池学園、年）
- 高速道路緑化のための樹木需給動向調査（道路緑化保全協会、1975年）
- 東京都内街路樹等の整備および管理についての答申（東京都建設局、1975年）
- 四日市子酉高花平線街路緑化計画・市街地道路緑化モデル計画（日本緑化センター、1976年）
- 長岡ニュータウン表土保全および既存樹木の活用に関する調査報告（地域整備振興公団、1977年）
- 緑化用樹木の品質管理基準作成（日本緑化センター、1977年）
- 公共用緑化樹木規格試案作成調査報告（地域整備振興公団、1978年,1979年）
- 飛鳥山ビル新築工事に伴う環境変化が隣接する大銀杏（東京都指定天然記念物）の生育に与える影響についての報告（東京都、1980年）
- 須賀川牡丹園の診断と企画・基本構想（須賀川市、1983年）